# Severnaja (affluente della Muna)
La Severnaja (in russo Северная?)  è un fiume della Russia siberiana orientale (Repubblica autonoma della Sacha-Jacuzia), affluente di sinistra della Muna (bacino idrografico della Lena).
Nasce e scorre nella parte nord-orientale dell'altopiano della Siberia centrale; sfocia nella Muna a 229 km dalla foce. Il maggiore tributario è il fiume Kjunnjuktjach (130 km), proveniente dalla sinistra idrografica.
Come tutti i fiumi della zona, è gelato per periodi molto lunghi, mediamente dalla seconda metà di ottobre a fine maggio.